# Peter Handke

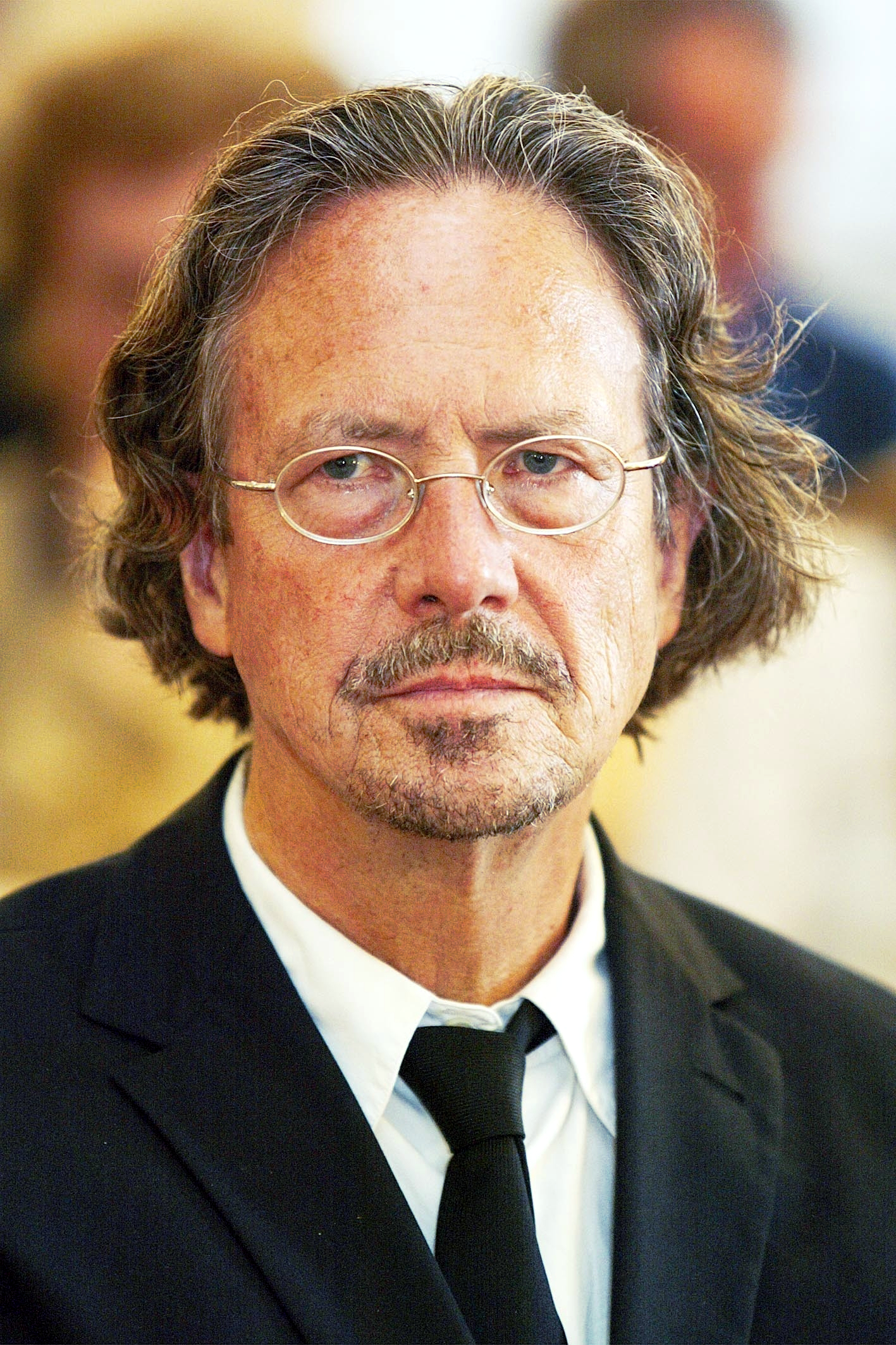
Peter Handke, 2006

Peter Handke (* 6. Dezember 1942 in Griffen, Kärnten) ist ein österreichischer Schriftsteller und Übersetzer.
Er wurde vielfach ausgezeichnet und gehört zu den bekanntesten zeitgenössischen deutschsprachigen Autoren. Im Jahre 2019 wurde ihm der Nobelpreis für Literatur zuerkannt. Nach seiner Kritik an Sprach- und Bewusstseinsschablonen befasste sich Handke vor allem mit der Entfremdung zwischen Subjekt und Umwelt. Frühwerke wie Publikumsbeschimpfung und Die Angst des Tormanns beim Elfmeter machten ihn ab den späten 1960er Jahren innerhalb kurzer Zeit bekannt. Ab 1996 stellte er sich in den Jugoslawienkriegen wiederholt an die Seite Serbiens und serbischer Nationalisten, was bis in die Gegenwart zu Kontroversen führt.

## Leben

### 1942 bis 1945 – Geburt und Kriegsjahre
Peter Handke wurde im Haus seines Großvaters Gregor Sivec (Siutz) (1886–1975) im Griffener Ortsteil Altenmarkt (slowenisch: Stara vas) am 6. Dezember 1942 geboren. Zwei Tage später empfing er in der Stiftskirche Maria Himmelfahrt in Griffen die katholische Taufe. Seine Mutter war Maria Handke, geborene Sivec (Siutz) (1920–1971), eine Kärntner Slowenin. Sie hatte 1942 seinen bereits verheirateten leiblichen Vater, den deutschen Bankangestellten Erich Schönemann, der als Soldat in Kärnten stationiert war, kennengelernt. Noch vor seiner Geburt heiratete seine Mutter dann den Berliner Straßenbahnschaffner und Wehrmachtssoldaten Adolf Bruno Handke († 1988), seinen späteren Stiefvater. Peter Handke erfuhr erst kurz vor seiner Matura 1961 von seinem leiblichen Vater.
Zunächst blieb die Familie Siutz vom Krieg weitgehend verschont, doch wurden alle drei Söhne zur Wehrmacht eingezogen. Im Juli 1943 kam der jüngste Bruder der Mutter, der 20-jährige Hans Siutz, an der Ostfront ums Leben; im November 1943 auch der älteste Bruder, Gregor Siutz junior. Kurz vor Kriegsende waren die Auswirkungen des Krieges auch in Griffen zu spüren: Einheimische Slowenen wurden in Konzentrationslager verschleppt, und gelegentlich war die Gegend das Ziel von Aktionen slowenischer Partisanen. Auch Bomben fielen, wobei die Dorfbewohner Felsenhöhlen als Luftschutzbunker nutzten.

### 1945 bis 1948 – Berlin und Rückkehr nach Griffen
Die Familie bezog eine Wohnung in Pankow, das zum sowjetischen Sektor der stark zerstörten Stadt Berlin gehörte. Doch weder fand Adolf Handke eine dauerhafte Arbeit noch machte die politische Situation Hoffnungen auf Besserung. Kurz vor der am 24. Juni 1948 verhängten Berlin-Blockade verließ die inzwischen vierköpfige Familie (Tochter Monika war am 7. August 1947 zur Welt gekommen) im Morgengrauen die Stadt und fuhr mit der Bahn zurück in Richtung Griffen. Die Grenzüberfahrt nach Österreich erfolgte mangels Pässen illegal in einem Lastwagen. Für Peter Handke gehörte dieses Abenteuer zu den ersten intensiven Kindheitserlebnissen, an die er sich später erinnern konnte. In einem Schulaufsatz von 1957 beschrieb er die Umstände der Rückkehr ausführlich.

### 1948 bis 1954 – Dorfleben und erste Schuljahre in Griffen
In Griffen soll der sechsjährige Peter auch wegen seines zwischenzeitlich erworbenen Berliner Dialekts zunächst nur schwer Anschluss an Spielkameraden gefunden haben. Der Vater erhielt eine Zeit lang Arbeitslosenunterstützung, die er jedoch zunehmend für Alkohol ausgab. Zwischen den Eltern kam es regelmäßig zu Streitereien. Schließlich fand der Vater Anstellung bei seinem Schwager Georg Siutz, aber die Handkes gehörten weiterhin zur ärmeren Bevölkerung. Handke selbst nannte sich später einen „Kleinhäuslersohn“.
Neben diesen Problemen erlebte das Kind auch eine provinzielle Dorfidylle, die von wiederkehrenden Arbeiten, Kirchenbesuchen, Spaziergängen, Schlachtfesten und Kartenspielen geprägt war. Viele dieser Eindrücke verarbeitete Handke später in seinen Büchern. So besteht sein Erstlingsroman „Die Hornissen“ aus vielen bildreichen Schilderungen dieses Dorflebens.
Peter Handke wurde am 13. September 1948 eingeschult und besuchte die Volksschule Griffen bis 1952. Nach der vierten Klasse wechselte er für zwei Jahre bis zum 10. Juli 1954 auf die Griffener Hauptschule für Knaben und Mädchen. Seine schulischen Leistungen wurden fast ausschließlich mit „gut“ und „sehr gut“ benotet. Den anschließenden Wechsel in das Priesterseminar Marianum in Maria Saal mit dem angeschlossenen katholisch-humanistischen Gymnasium Tanzenberg unternahm der Zwölfjährige selbst, indem er sich vom Pfarrer im Stift die nötigen Formulare besorgte. Das Marianum diente primär der Heranbildung von Priesternachwuchs, eine Aufnahme erfolgte in der Regel nur auf Empfehlung eines Geistlichen. Doch am Gymnasium lehrten weltliche Schulprofessoren in humanistischer Tradition. Am 7. Juli 1954 bestand Handke die Aufnahmeprüfung, wurde aber auf Anraten eines Schulprofessors in die zweite – statt in die altersmäßig angemessene dritte – Klasse des Gymnasiums eingeschult, da er noch über keinerlei Lateinkenntnisse verfügte.

### 1954 bis 1959 – Internatszeit in Tanzenberg
Kurz nach Schulbeginn in Tanzenberg verfasste der Schüler Peter Handke einen sechzehnseitigen Text mit dem Titel Mein Leben. 2. Teil – die Anfänge seiner Affinität zum Schreiben. Seine schulischen Leistungen blieben auch im Gymnasium hervorragend, er schloss alle Klassen mit sehr guten Ergebnissen ab. Zur sprachlichen Ausbildung gehörten Latein, Griechisch, Englisch sowie – jeweils nur ein Jahr – Italienisch und Slowenisch. Eine wichtige Beziehung baute er zum Schulprofessor Reinhard Musar auf, der 1957 die Klasse übernahm und Deutsch und Englisch unterrichtete. Musar erkannte sein Schreibtalent und bestärkte ihn darin. Handke las ihm Texte vor und besprach sie mit ihm auf Spaziergängen. Später nahm Musar Einfluss auf die Studienwahl Handkes: Er empfahl ihm, der Schriftsteller werden wollte, ein Jurastudium, da dieses nur wenige Monate im Jahr intensives Faktenlernen erfordere und der Rest der Zeit zum Schreiben frei bleibe. Prägend in dieser Zeit wurde für Handke die in dem katholischen Internat verbotene Lektüre der Bücher William Faulkners und Georges Bernanos’. In der Tanzenberger Zeit veröffentlichte er erste literarische Texte in der Internatszeitschrift Fackel.

### 1959 bis 1961 – Schulabschluss in Klagenfurt
Mitte des Schuljahres 1959, in der siebten Gymnasialklasse, wechselte er auf eigenen Wunsch die Schule. Die katholische Internatsenge mit ihren morgendlichen Messen und vielen Verboten war dem Schüler zunehmend unerträglich geworden. Als ihm eines Tages die Lektüre verbotener Bücher (von Graham Greene) nachgewiesen wurde, zog er selbst die Konsequenz. Er kehrte nach Griffen zurück, wo die Eltern ein Haus auf dem Grundstück des Großvaters gebaut hatten, und besuchte fortan das humanistische Bundesgymnasium im 35 Kilometer entfernten Klagenfurt. Die Fahrt dorthin legte er täglich mit dem Bus zurück. Noch 1959 nahm er an einem Klagenfurter Schüler-Literaturwettbewerb teil und erhielt dort eine Auszeichnung, woraufhin zwei Texte von ihm (Der Namenlose am 13. Juni 1959 und In der Zwischenzeit am 14. November 1959) in der Kärntner Volkszeitung veröffentlicht wurden. Von seinen nun intensiveren Schreibversuchen gibt auch eine Aussage der Schwester Monika Zeugnis, die sich über seine schlechte Laune beschwerte, wenn es mit dem Schreiben nicht voranging. 1961 erlangte er die Matura mit Auszeichnung.

### 1961 bis 1965 – Studium in Graz
Noch 1961 begann Handke ein Studium der Rechtswissenschaften in Graz. Während der gesamten Studienzeit bewohnte er ein kleines Zimmer im Stadtteil Graz-Waltendorf zur Untermiete. Seine Studienpflichten absolvierte er, wenn auch nicht mit Begeisterung, so doch regelmäßig und erfolgreich. Prüfungen absolvierte er meist mit Auszeichnung. Das Studium finanzierte er mit einem Stipendium, Geld von den Eltern und Arbeiten neben dem Studium. Er gab Nachhilfe in Griechisch und arbeitete in einem Warenversandhaus. Durch die Arbeit in einem von Leuchtstofflampen erhellten Verpackraum schmerzten mit der Zeit seine Augen, weshalb ihm ein Arzt eine Brille mit dunklen Gläsern verschrieb. Die dunklen Brillengläser wurden später zum Markenzeichen bei seinen öffentlichen Auftritten.
Während der Studienzeit entwickelte er Vorlieben, die er auch später beibehielt. So besuchte er phasenweise fast täglich das Kino, an manchen Tagen mehrfach. Am Betrachten von Filmen schätzte er, dass „jeder Vorgang im Kino deutlicher wird und jeder eigene Zustand im Kino bewusster wird“ (in einem 1972 veröffentlichten Aufsatz über Landkinos und Heimatfilme). Im Lauf seines Lebens schrieb er nicht nur Drehbücher und führte gelegentlich Regie, sondern war auch als Berichterstatter von Filmfestspielen und als Mitglied von Filmjurys tätig. Eine weitere Leidenschaft wurde das Hören von Rockmusik. In Cafés, die er immer häufiger aufsuchte, um zu lernen oder zu schreiben, wurde er ein eifriger Jukebox-Benutzer und begeisterte sich für die Beatles, die Rolling Stones und andere junge Musiker der Zeit, auf deren Liedtexte in Handkes Büchern immer wieder angespielt wird.

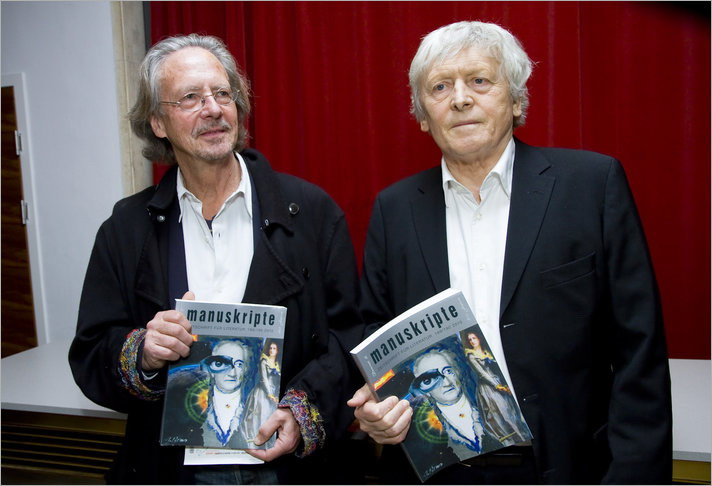
50 Jahre manuskripte: Peter Handke und Alfred Kolleritsch, 2010

Ab 1963 schärfte sich Handkes literarisches Profil. Der Leiter der Literatur- und Hörspielabteilung von Radio Graz im ORF, Alfred Holzinger, der viele junge Talente entdeckte, förderte ihn. Im Grazer Rundfunk wurden erste Kurztexte von Handke und Radio-Feuilletons zu verschiedenen Themen gelesen: über die Beatles, Fußball, James Bond, Zeichentrickfilme oder Schlagertexte. Handke widmete sich in seinen Essays unterschiedlichen Massenphänomenen und übte sich in einer neuen, themenbezogenen Form des Schreibens. Auch zahlreiche Buchbesprechungen gehörten zum Programm. Ein anderer wichtiger Förderer und persönlicher Freund Handkes, den er 1963 kennenlernte, war Alfred Kolleritsch, der Herausgeber der Literaturzeitschrift manuskripte im Grazer Forum Stadtpark, in der ab 1964 erste Handke-Texte veröffentlicht wurden. Weitere Bekanntschaften, so mit dem Maler und Schriftsteller Peter Pongratz, machte der junge Autor im Forum Stadtpark und schloss sich 1963 der Grazer Gruppe an. Am 21. Jänner 1964 wurden dort zum ersten Mal Texte von Handke vorgelesen.
1964 begann Handke seinen Erstlingsroman Die Hornissen. Im Juli und August dieses Jahres hielt er sich mit einem alten Schulfreund auf der jugoslawischen Insel Krk auf und verfasste dort große Teile einer ersten Version, die er im Herbst 1964 an Radio Klagenfurt sandte, aber im Jänner 1965 nochmals überarbeitete. Nachdem der Luchterhand Verlag abgelehnt hatte, nahm der Suhrkamp Verlag nach Empfehlung von Lektor Chris Bezzel im Sommer 1965 das Manuskript zur Veröffentlichung an. Wenig später brach Handke sein Studium vor der dritten Staatsprüfung ab, um sich ganz der Tätigkeit als Schriftsteller zu widmen. Nach Ausscheiden Bezzels 1967 wurde Urs Widmer, später Raimund Fellinger sein Lektor.

### 1966 – Jahr des Durchbruchs
Vor der Auslieferung seines Erstlingsromans im Frühjahr 1966 machte Handke, der damals eine Pilzkopf-Frisur im Stil der Beatles trug, durch einen spektakulären Auftritt auf einer Tagung der Gruppe 47 in Princeton auf sich aufmerksam. Nach stundenlangen Lesungen zeigte er sich angewidert von den Werken seiner etablierten Kollegen und hielt eine längere Schmährede, in der er die „Beschreibungsimpotenz“ der Autoren beklagte und auch die Literaturkritik nicht verschonte, „die ebenso läppisch ist wie diese läppische Literatur“. Mit dieser Rede hatte er zugleich einen Tabubruch begangen, da es auf den Treffen der Gruppe 47 unüblich war, allgemeine Grundsatzdebatten über literarische Themen anzuzetteln. Grundlage der Gespräche sollte immer der jeweilige Text bleiben, nicht das Wesen von Literatur an sich. Eine erhaltene Tonbandaufnahme zeugt davon, dass Handke Gelächter, Gemurmel und Zwischenrufe erntete, und obwohl er einige Kollegen, unter ihnen Günter Grass – wie sich an deren späteren Kommentaren zeigte – durchaus getroffen hatte, wurde seine Kritik von anderen Teilnehmern vereinnahmt, umformuliert und – etwas abgeschwächt – wiederholt. Handke hatte das literarische Establishment ins Mark getroffen; für die Feuilletons war sein Auftritt zu einem Diskussionsthema geworden.
Im selben Jahr wurde Handkes Sprechstück Publikumsbeschimpfung in der Regie von Claus Peymann uraufgeführt. Die Verbundenheit mit Peymann als Freund und Regisseur blieb erhalten. Die Theaterkritik feierte das provokante, neuartige Stück. Handke war nun der Durchbruch als Autor gelungen, und sein Ruf als Enfant terrible wurde weiter genährt. Auch die früher geschriebenen Sprechstücke Weissagung (von 1964) und Selbstbezichtigung (von 1965) wurden 1966 unter der Regie von Günther Büch, dem anderen großen Förderer Handkes, am Theater Oberhausen uraufgeführt und durchweg positiv von der Kritik aufgenommen. Der dreiundzwanzigjährige Peter Handke war innerhalb von Monaten zu einer Art Popstar der deutschen Literaturszene geworden.
1966 erhielt Handkes Lebensgefährtin und spätere Ehefrau, die Schauspielerin Libgart Schwarz, ein Engagement an den Düsseldorfer Kammerspielen. Im August 1966 zog das junge Paar nach Düsseldorf.

### 1967 bis 1970 – Düsseldorf, Paris, Kronberg
In Düsseldorf lebte Handke bis 1968. In dieser Zeit veröffentlichte er seinen Roman Der Hausierer (1967) und das Sprechstück Kaspar (Uraufführung am 11. Mai 1968 in Frankfurt unter Claus Peymann und in Oberhausen unter Günther Büch). 1967 las Handke Thomas Bernhard und reflektierte das Leseerlebnis im Text Als ich ‚Verstörung‘ von Thomas Bernhard las. Zu dieser Zeit übte Bernhard eine große Wirkung auf Peter Handke aus. Später entwickelte sich zwischen den beiden österreichischen Schriftstellern eine wechselseitige Abneigung.
1968 zog das Ehepaar Handke nach Berlin. Am 20. April 1969 wurde Tochter Amina geboren. Das Kind bedeutete für Handke eine völlige Umstellung seines bisherigen Lebensstils. Er „sah sich zu Hause gefangen und dachte auf den stundenlangen Kreisen, mit denen er nachts das weinende Kind durch die Wohnung schob, nur noch phantasielos, dass das Leben nun für lange Zeit aus sei“ (Kindergeschichte, 1981). Später berichtete er, dass die Erfahrung der Vaterschaft ein wichtiges und liebevolles Erlebnis war. 1969 war Peter Handke Gründungsmitglied des Frankfurter Verlags der Autoren. 1970 zog die Familie kurzzeitig nach Paris. Im selben Jahr wurde ein Haus in Kronberg im Taunus gekauft, in das man im Herbst übersiedelte. Zu diesem Zeitpunkt war die Ehe bereits gescheitert. Zunächst wechselten sich Vater und Mutter in der Betreuung des Kindes ab. Nach wenigen Monaten verließ die Mutter das Haus und widmete sich ihrem Schauspielerberuf. Fortan kümmerte sich primär Vater Handke um das Kind. Die Ehe mit Libgart Schwarz wurde erst 1994 in Wien geschieden.

### 1971 bis 1978 – Jahre in Paris
1971 unternahm Handke mit seiner Frau und Alfred Kolleritsch eine Reise durch die USA. In der Nacht vom 19. zum 20. November 1971 nahm sich Handkes Mutter, Maria Handke, nach jahrelangen Depressionen das Leben. Dieses traumatische Erlebnis verarbeitete er in der Erzählung Wunschloses Unglück (1972), die 1974 verfilmt wurde. Kurz vor ihrem Tod hatte Peter Handke im Juli 1971 seine Mutter mit Ehefrau Libgart und Tochter Amina ein letztes Mal besucht. Im selben Jahr wie Wunschloses Unglück erschien Der kurze Brief zum langen Abschied (1972), der auch Teile von Handkes USA-Reise beschreibt. Im November 1973 zog er mit seiner Tochter Amina nach Paris an die Porte d’Auteuil am Boulevard Montmorency, wechselte 1976 nach Clamart, im Südwesten von Paris, und blieb dort bis 1978. 1972 erhielt Handke den Schiller-Preis in Mannheim und 1973 den Georg-Büchner-Preis der Deutschen Akademie für Sprache und Dichtung in Darmstadt. Ein Jahr später erschien das Theaterstück Die Unvernünftigen sterben aus (1974), das in Zürich uraufgeführt wurde. Etwa zur selben Zeit verfilmte Peter Handkes langjähriger Freund und Weggefährte, der Regisseur Wim Wenders, Falsche Bewegung (Premiere 1975).
Der Ritt über den Bodensee (erschienen 1971) wurde 1974 Handkes erfolgreichstes Stück in Frankreich und trug dort zur großen Bekanntheit des Schriftstellers bei. In diesem Jahr lernte er in Paris Jeanne Moreau kennen. Ein Jahr später erschien Die Stunde der wahren Empfindung (1975), und Peter Handke begann mit den Journal-Aufzeichnungen (Das Gewicht der Welt. Ein Journal, 1977), die er bis 1990 fortführte. 1976 folgte ein Krankenhausaufenthalt, ausgelöst durch panikartige Angstanfälle und Herzrhythmusstörungen. Im Jahr darauf erschien die Verfilmung des Buchs Die linkshändige Frau (1976). Während dieser Zeit war er (von 1973 bis 1977) Mitglied der Grazer Autorenversammlung. 1978 blieb seine Tochter Amina das Schuljahr bei ihrer Mutter in Berlin. Handke trat währenddessen eine große Reise nach Alaska (USA) an und kehrte über New York in seine Heimat zurück. Diese Heimkehr sorgte Ende 1978 für seine bisher größte und die Existenz bedrohende Krise seiner schriftstellerischen Laufbahn. Handke korrespondierte mit Hermann Lenz und schilderte ihm seine Verzweiflung, die er beim Schreiben des Buchs Langsame Heimkehr hatte.

### 1979 bis 1987 – Rückkehr nach Österreich
Nach langem Aufenthalt in verschiedenen europäischen Städten kehrte Peter Handke im August 1979 nach Österreich zurück. In Salzburg bezog er am Mönchsberg eine Wohnung im Anbau des Hauses seines Freundes Hans Widrich auf der Richterhöhe, wo er bis November 1987 wohnte. In dieser ungewöhnlich langen Zeit der Sesshaftigkeit unternahm er nur kurze „Ausflüge“ und kehrte immer wieder nach Salzburg zurück. In die Anfangszeit seiner Heimkehr fiel die Publikation der Tetralogie Langsame Heimkehr. Der erste Teil erschien 1979 und bedeutete die Überwindung der Krise, unter der er ab 1978 gelitten hatte. Peter Handke wurde in diesem Jahr der erste Franz-Kafka-Preis verliehen. Die drei folgenden Teile der Tetralogie Langsame Heimkehr wurden in Salzburg verfasst. Die Lehre der Sainte-Victoire erschien 1980, das dramatische Gedicht Über die Dörfer (uraufgeführt bei den Salzburger Festspielen 1982, Regie Wim Wenders) und Kindergeschichte erschienen 1981. Die Erzählung Kindergeschichte ist autobiographisch geprägt und setzt sich mit den Jahren in Paris auseinander.
Peter Handke begann Anfang der 1980er Jahre, kaum bekannte fremdsprachige Autoren ins Deutsche zu übersetzen. Ihm war daran gelegen, insbesondere slowenischer Literatur im deutschen Sprachraum Aufmerksamkeit zu verschaffen (so zum Beispiel Florjan Lipuš). Peter Handke übersetzte aus dem Englischen, Französischen, Slowenischen und später aus dem Altgriechischen (Prometheus, gefesselt, Salzburger Festspiele, 1986).
Damals unterhielt Handke eine Beziehung mit der Schauspielerin Marie Colbin.
Die Mordgeschichte Der Chinese des Schmerzes entstand 1982/83 auf dem Mönchsberg in Salzburg. Im epischen Roman Die Wiederholung (1986) thematisierte Handke die Geschichte der Kärntner Slowenen. Gleichzeitig wurde das Gedicht an die Dauer veröffentlicht. 1987 beendete die Erzählung Nachmittag eines Schriftstellers Peter Handkes Salzburger Jahre. Der Film Himmel über Berlin des Regisseurs Wim Wenders, für den Handke Teile des Drehbuchs verfasste, hatte im selben Jahr Premiere. Das Werk erhielt in Europa viele Auszeichnungen.

### 1987 bis 1990 – Reisen
Nach der Matura seiner Tochter Amina trat Handke am 19. November 1987 eine dreijährige Weltreise an. Er fuhr von Jesenice (heute Slowenien) per Autobus und Bahn in das südliche Jugoslawien, von Mazedonien über Griechenland nach Ägypten. Mitte Jänner 1988 kehrte der Schriftsteller nach Europa zurück, fuhr nach Paris, Berlin, Belgien und schließlich nach Japan. Auf die Rückkehr nach Europa folgten Anchorage in Alaska, London, Lissabon, Spanien, Galicien, dann Südfrankreich. Ende Mai 1988 ging die Reise zurück nach Österreich, weiter nach Aquileia, erneut nach Paris, in den slowenischen Karst und zum Ausgangspunkt der Reise – Jesenice. Zum Jahreswechsel 1988/89 hielt sich Handke in England, Frankreich und kurze Zeit in Österreich auf. Nach Stationen in Slowenien, Italien, Österreich und Deutschland kam er schließlich in Chaville bei Paris an, wo er seitdem lebt. 1988 starb Handkes Stiefvater Bruno Handke.
Die Aufzeichnungen aus dieser Zeit wurden fünfzehn Jahre später, im Jahr 2005, mit dem Titel Gestern unterwegs. Aufzeichnungen November 1987 bis Juli 1990 veröffentlicht. Dieses Buch bildet einen Werkzusammenhang mit Das Gewicht der Welt (1975–1977), Die Geschichte des Bleistifts (1976–1980), Phantasien der Wiederholung (1981–1982) und Am Felsfenster morgens (1982–1987). Seit dem Versuch über die Müdigkeit schreibt Handke seine Prosatexte mit Bleistift.

### 1990 bis 1996
Im Sommer 1990 erwarb Peter Handke ein Haus in Chaville an der südwestlichen Pariser Peripherie, in dem er zurzeit lebt. Chaville ist sein dritter Wohnort im Bereich der französischen Hauptstadt.
In seinem Wohnhaus spielt ein Teil des Films Die Abwesenheit mit Bruno Ganz. Handkes Frau Sophie Semin, Eustaquio Barjau und Jeanne Moreau besetzen Hauptrollen. Weitere Drehorte waren die Pyrenäen nördlich von Barcelona. Bis 1996 erschienen die kurze Erzählung Noch einmal für Thukydides (1990) und die Übersetzung Shakespeare: Das Wintermärchen (1991), Versuch über die Jukebox (1990), Abschied des Träumers vom neunten Land (1991), Versuch über den geglückten Tag. Ein Wintertagtraum (1991), Die Theaterstücke (1992), Die Kunst des Fragens (1994), Mein Jahr in der Niemandsbucht. Ein Märchen aus den neuen Zeiten (1994) und das Theaterstück Die Stunde, da wir nichts voneinander wußten. Ein Schauspiel (1992), das unter der Regie von Claus Peymann am Wiener Burgtheater im selben Jahr uraufgeführt wurde.

### 1996 bis 2005, Serbien-Kontroverse

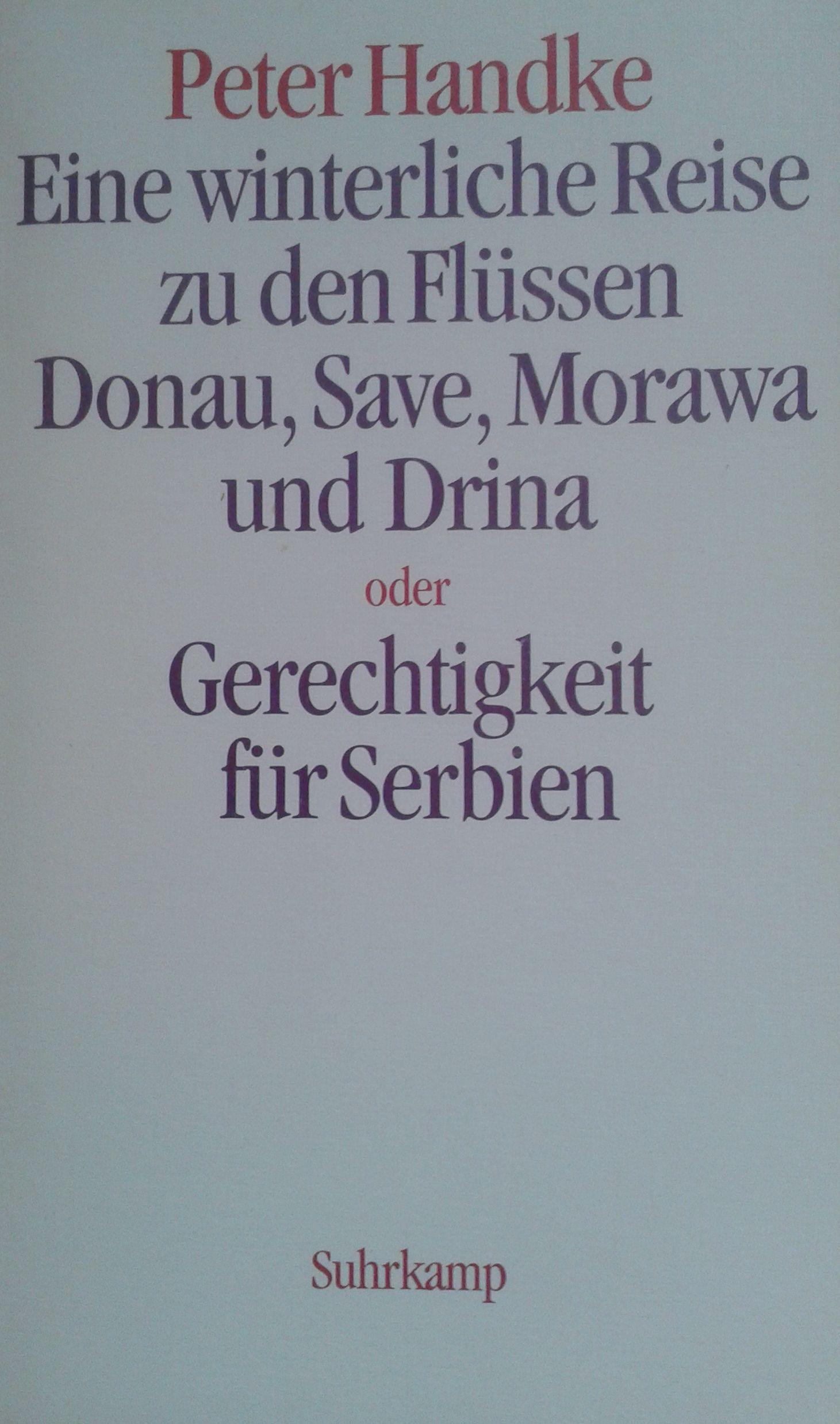
Buchumschlag der ersten Ausgabe im Suhrkamp Verlag, 1996

In den Jugoslawienkriegen der 1990er Jahre stellte sich Handke auf die Seite Serbiens. Ab Ende Oktober 1995 unternahm er, in Belgrad beginnend, zusammen mit seiner Frau Sophie Semin und zwei weiteren Begleitern eine vierwöchige Reise mit dem Auto durch Serbien. Über die Motivlage seiner Reise gegen Ende des Bosnienkriegs, der damals mit der Annahme des Vertrages von Dayton beendet wurde, äußerte er sich so: „Es war vor allem der Kriege wegen, dass ich nach Serbien wollte, in das Land der allgemein so genannten Aggressoren. Doch es lockte mich auch, einfach das Land anzuschauen, das mir von allen Ländern Jugoslawiens das am wenigsten bekannte war, und dabei, vielleicht gerade bewirkt durch die Meldungen und Meinungen darüber, das inzwischen am stärksten anziehende, das, mitsamt dem befremdenden Hörensagen über es, sozusagen interessanteste.“ Stationen der Reise waren neben Belgrad das ostserbische Dorf Porodin, das Kloster Studenica und die Stadt Bajina Bašta an der Grenze zu Bosnien; ihren Abschluss fand sie in Novi Sad. Die Abreise erfolgte über Subotica.
Nach der Veröffentlichung von Handkes Reisebericht, der 1996 unter dem Titel Eine winterliche Reise zu den Flüssen Donau, Save, Morawa und Drina oder Gerechtigkeit für Serbien erschien, kam es zu heftigen öffentlichen Kontroversen, die bis heute andauern und die sich nach der Verleihung des Literatur-Nobelpreises an Peter Handke 2019 noch einmal verschärften. Noch vor der Buchausgabe im Suhrkamp Verlag war der Text Anfang 1996 in der Süddeutschen Zeitung erschienen. Ebenfalls 1996 erschien Handkes Sommerlicher Nachtrag zu einer winterlichen Reise über seine „neuerliche Reise“ in die bosnisch-serbische Grenzregion um Bajina Bašta an der Drina, bei der Handke im Frühsommer 1996, anders als im November 1995, die Grenze nach Bosnien überschritt und ins vormalige Kriegsgebiet der Republika Srpska nach Višegrad und schließlich auch nach Srebrenica fuhr. Dort hatten im Juli 1995 beim Massaker von Srebrenica bosnisch-serbische Soldaten mehr als 8000 Bosniaken – Männer und Jungen zwischen 13 und 78 Jahren – ermordet.
Handke legt in seinen Texten zum Bosnienkrieg Wert auf eine differenziertere Darstellung, als er in der journalistischen Berichterstattung der „westlichen“ Medien wahrnahm. Insbesondere die großen französisch- und deutschsprachigen Tages- und Wochenzeitungen kritisierte er vehement. Während der Reise im Frühsommer 1996 trug Handke die serbische Übersetzung von Winterliche Reise bei einer Lesung am 22. Mai 1996 in der National- und Universitätsbibliothek von Pristina vor. Im Dezember 1996 traf er sich im bosnischen Pale mit dem später als Kriegsverbrecher verurteilten Radovan Karadžić, einem der Hauptverantwortlichen der Belagerung von Sarajevo und des Massakers von Srebrenica. Zum Zeitpunkt des Treffens war Karadžić gemeinschaftlich mit Ratko Mladić bereits wegen des Völkermords in Srebrenica und wegen Verbrechen gegen die Menschlichkeit vom UN-Kriegsverbrechertribunal in Den Haag angeklagt.
Handke spricht von „mutmaßlichen Massakerstätten“ und vom „mutmaßlichen Genozid von S.“ Im Sommerlicher Nachtrag, den er ein Jahr nach dem Geschehen und wenige Wochen nach seinem Aufenthalt in Srebrenica verfasste, sagt er „[Der Begriff mutmaßlich sei] im Augenblick, Mitte Juli 1996, immer noch das richtige und rechtliche Beiwort“.
Kritiker werfen Handke eine Verharmlosung und relativierende Darstellung der serbischen Kriegsverbrechen und des Völkermords von Srebrenica als „Rachemassaker“ vor, dessen „Vorgeschichte“ Handke in bosnischen Kriegsverbrechen 1992 bis 1995 sieht; Handke betreibe diesbezüglich eine Täter-Opfer-Umkehr. Der Germanist Jürgen Brokoff schrieb über Handkes Texte zum früheren Jugoslawien: „Mit Anleihen beim serbischen Nationalismus werden die Massaker relativiert und die muslimischen Opfer des Bosnien-Krieges verhöhnt.“ Sigrid Löffler vertrat hingegen die Ansicht, viele Kritiker hätten Handkes Argumente „gleich abgekanzelt, um sie dann zu missdeuten und zu diffamieren.“
Die wichtigsten Beiträge zu der europaweit geführten Debatte wurden 1999 in einem Sammelband veröffentlicht. Im Jahr 1999 nominierte Salman Rushdie Handke wegen seines Eintretens für Milošević im britischen Guardian ironisch als Preisträger für den International moron of the year (deutsch: Internationaler Schwachkopf des Jahres).
In einem Fernsehinterview, das 1999 am Rande der Kosovo-Friedenskonferenz geführt und während der Verhandlungen in Schloss Rambouillet am 18. Februar 1999 vom serbisch-jugoslawischen Staatsfernsehen in Belgrad ausgestrahlt wurde, verglich Handke die „Tragödie“ (Handke) der Serben mit dem Holocaust. Handke sagte, in wörtlicher Übersetzung der französischen Äußerungen: „Was die Serben seit fünf, mehr noch, seit acht Jahren durchgemacht haben, das hat kein Volk in Europa in diesem Jahrhundert durchgemacht. Dafür gibt es keine Kategorien. Bei den Juden, da gibt es Kategorien, man kann darüber sprechen. Aber bei den Serben – das ist eine Tragödie ohne Grund. Das ist ein Skandal.“ Handke, der daraufhin unter anderen von seinem Verleger Siegfried Unseld zu einer Klarstellung gedrängt worden sei, räumte in einem vom Nachrichtenmagazin Focus veröffentlichten Brief ein, er habe sich in dem Interview „einmal verhaspelt“. Er habe „das gerade Gegenteil sagen“ wollen: „Zum Thema Juden(vernichtung) gibt es keine Kategorien. Die Juden sind außer Kategorie. Darüber gibt es nichts zu sagen (daran ist nicht zu rütteln). Das Volk aber, das in diesem Jahrhundert (nach den Juden) am meisten in Europa gelitten hat (durch die Deutschen, die Österreicher, die katholischen Ustascha-Kroaten), das sind für mich die Serben. Und was man dem serbischen Volk angetan hat und jetzt weiter antut, das geht über mein Verstehen.“
Aus Protest gegen die NATO-Luftangriffe auf Jugoslawien gab Handke 1999 das Preisgeld für den ihm 1973 verliehenen Georg-Büchner-Preis an die Deutsche Akademie für Sprache und Dichtung zurück. Wegen der ausbleibenden Distanzierung des Papstes Johannes Paul II. vom Kosovokrieg erklärte Handke im April 1999 außerdem, aus der römisch-katholischen Kirche austreten zu wollen. Laut einem Interview sei Handke zur serbisch-orthodoxen Kirche übergetreten. Für einen tatsächlich erfolgten Kirchenaustritt beziehungsweise -übertritt Handkes gebe es nach Ansicht des katholischen Pfarrers von Griffen keine Belege. Seinem Biographen Malte Herwig gegenüber hat Handke 2010 geäußert, dass er seinen Austritt aus der katholischen Kirche nicht vollzogen habe. Handke wird von Herwig mit den Worten zitiert: „Ich empfinde mich als ausgetreten, aber rigoristisch ist das nicht vollzogen. Kirchenrechtlich ist es nicht legitimisiert. Es ist ein Interregnum.“
Im Jahr 2000 erschien, als weiterer „Reisebericht“ zu Jugoslawien, Handkes Buch Unter Tränen fragend. Nachträgliche Aufzeichnungen von zwei Jugoslawien-Durchquerungen im Krieg, März und April 1999. Am 24. März 1999 hatte als Folge der gescheiterten Verhandlungen zwischen Serben und Kosovaren in Rambouillet der Kosovokrieg (Handke bezeichnet ihn als „Jugoslawienkrieg“) mit den ersten Luftangriffen der NATO auf Belgrad und andere serbische Städte begonnen. Zweimal begab sich Handke unmittelbar darauf in das Kriegsgebiet. Bereits im Fernsehinterview vom 18. Februar 1999 hatte er angekündigt: „Ich wäre gerne in Serbien, wenn die Bomben auf Serbien fallen. Das ist mein Ort. Ich verspreche Ihnen, wenn die Kriminellen der NATO bombardieren, komme ich nach Serbien.“
Im März 2004 unterzeichnete Peter Handke einen vom kanadischen Autor Robert Dickson verfassten Künstlerappell zur Verteidigung von Slobodan Milošević. Zu den Unterzeichnern gehörte auch der spätere Literaturnobelpreisträger Harold Pinter. Im selben Jahr besuchte er Milošević im Gefängnis in Den Haag. Die Verteidiger des jugoslawischen Ex-Präsidenten, der vor dem UN-Kriegsverbrechertribunal des Völkermords und der Verbrechen gegen die Menschlichkeit angeklagt war, hatten Handke im Juni 2004 neben 1630 anderen namentlich genannten Personen als Entlastungszeuge für ihren Mandanten nominiert. Handke lehnte einen offiziellen Zeugenbericht zwar ab, doch veröffentlichte er 2005 in der von Sigrid Löffler herausgegebenen Zeitschrift Literaturen einen Artikel mit dem Titel Noch einmal für Jugoslawien. Handke berichtet dort unter anderem von seinem gut dreistündigen Besuch bei Milošević im Gefängnis, übt Kritik am UN-Kriegsverbrechertribunal im Allgemeinen und am Milošević-Prozess im Besonderen: „Ich bin zuinnerst überzeugt, dass das Welt-Tribunal, wie es da tagt (und tagt) im Saal eins der einstigen Haager Wirtschaftskammer, (...) von Anfang, Grund und Ursprung falsch ist und falsch bleibt und das Falsche tut und das Falsche getan haben wird – dass es (es speziell) zur Wahrheitsfindung kein Jota beiträgt.“ Nach dem Tod von Milošević, der noch vor Prozessende im März 2006 gestorben war, erschien der Text mit dem Titel Die Tablas von Daimiel – Ein Umwegzeugenbericht zum Prozeß gegen Slobodan Milošević auch als Buch.

### 2006 bis heute
Am 18. März 2006 trat Handke bei der Beerdigung von Slobodan Milošević als Grabredner auf. Seine teils auf Serbokroatisch gehaltene Rede auf dem zentralen Platz von Požarevac führte zu einer Verschärfung der bisherigen Kontroversen.
Im Zusammenhang mit der Grabrede nahm der Intendant der Pariser Comédie-Française, Marcel Bozonnet, Handkes Stück Spiel vom Fragen oder die Reise ins sonore Land aus dem kommenden Spielplan für 2007, was abermals sowohl befürwortende als auch kritische Stimmen hervorrief.
Am 2. Juni 2006 verzichtete Peter Handke aufgrund der entbrannten politischen Diskussion auf den erstmals mit 50.000 Euro dotierten Heinrich-Heine-Preis 2006 der Stadt Düsseldorf. Im Juni 2006 ging von Schauspielern des Berliner Ensembles eine Initiative mit dem Titel „Berliner Heinrich-Heine-Preis“ aus, die die Ablehnung der Preisvergabe durch den Düsseldorfer Stadtrat als „Angriff auf die Freiheit der Kunst“ bezeichnete und für Handke das Preisgeld in gleicher Höhe sammeln wollte. Mitglieder der Initiative waren unter anderen Käthe Reichel, Rolf Becker, Dietrich Kittner, Arno Klönne, Monika und Otto Köhler, Eckart Spoo, Ingrid und Gerhard Zwerenz und Claus Peymann. Am 22. Juni 2006 bedankte sich Handke für die Bemühungen, lehnte jedoch seine Annahme ab und bat stattdessen um eine Spende an serbische Dörfer im Kosovo. Am 21. Februar 2007 wurden ihm anlässlich der Uraufführung seines Stückes Spuren der Verirrten die vollständig gesammelte Preissumme und der Preis übergeben. Er spendete das Preisgeld an das hauptsächlich von Serben bewohnte Dorf Velika Hoča, an dessen Bürgermeister Handke das Geld an Ostern 2007 übergab.
Im Jänner 2008 äußerte Handke, dass er, wenn er die serbische Staatsbürgerschaft besäße, bei den Präsidentschaftswahlen den serbischen Nationalisten und stellvertretenden Vorsitzenden der SRS, Tomislav Nikolić, wählen würde.
Am 22. Februar 2008 verfasste Handke einen kleinen Kommentar in der französischen Zeitung Le Figaro, in dem er an die gemeinsame Geschichte Jugoslawiens und dessen Sieg über den Nationalsozialismus erinnerte und die westlichen Staaten als „Gaunerstaaten“ bezeichnete.
2008 setzte eine Jury des Deutschen Buchpreises Handkes Buch Die morawische Nacht als einen von 20 Titeln auf die Liste für den besten deutschsprachigen Roman des Jahres 2008. In einem Brief an den Vorsitzenden des Börsenvereins des Deutschen Buchhandels bedankte Handke sich, verzichtete jedoch, um die Nominierung einem der jüngeren Autoren zu überlassen.
Laut FAZ vom 25. Oktober 2019 stieß Vahidin Preljević, Germanist und Kulturtheoretiker an der Universität Sarajevo, bei Internet-Recherchen auf ein bislang weitgehend unbekannt gebliebenes Handke-Interview aus dem Jahr 2011; zeitgleich wurde das Interview auch in einem Essay der kroatisch-deutschen Schriftstellerin Alida Bremer zitiert. Handke hatte das Gespräch im Jänner 2011 in Paris mit Boris Krljic alias Alexander Dorin und Peter Priskil geführt, deren Mitschrift der als rechtslastig geltende Freiburger Ahriman-Verlag in dem von ihm herausgegebenen Periodikum Ketzerbriefe noch im selben Jahr in Auszügen veröffentlichte; zusammen mit einem Dankesbrief Dorins an Peter Handke. In dem Interview äußert sich Handke, befragt nach seinen Reiseberichten von 1996, ausführlich zum Massaker von Srebrenica. Demnach relativiert, verharmlost und bezweifelt Handke 2011 in dem online abrufbaren Interview den Genozid noch immer.
Handke wird mit den Worten zitiert: „(M)ir kommt es so vor, als sei es [das Massaker von Srebrenica] ein Racheakt von serbischer Seite gewesen. Nicht, dass ich es verurteilen würde, aber ich kann es auch nicht uneingeschränkt gutheißen. Jetzt kommt man ständig mit den 8000 Opfern und dem angeblich schlimmsten Massaker seit dem Zweiten Weltkrieg; unversehens kommt hier mit Auschwitz der deutsche Faschismus rein. Das Gerede mit den 8000 Toten wurde immer intensiver. (...). Das meiste – und das Schlimmste – halte ich für konstruiert. Clinton und Izetbegović haben 1993 einiges ausgemauschelt.“
Handke stellt die gerichtlich bestätigten Opferzahlen von mehr als 8000 Toten in Abrede, spricht von „zwischen 2000 und 4000 Menschen“ und zweifelt im Falle Srebrenicas die Anwendbarkeit des vom Internationalen Strafgerichtshof zur Klassifikation des Massakers verwendeten Begriffs Genozid an. Man könne ein Massaker an Männern und Jungen, wie in Srebrenica, nicht als Genozid bezeichnen. Dagegen sei der bosnische Angriff auf Kravica tatsächlich ein Genozid gewesen, bei dem im Jänner 1993 die serbischen Dorfbewohner, „über 50“ Männer, Frauen und Kinder, ermordet wurden. Die 2002 gegründete Opferrechtsorganisation Majke Srebrenice (Mütter von Srebrenica) aus Hinterbliebenen des Völkermordes apostrophiert er despektierlich als die „sogenannten Mütter von Srebrenica“ und ergänzt: „Denen glaube ich kein Wort, denen nehme ich die Trauer nicht ab. Wäre ich Mutter, ich trauerte alleine.“ Die beiden Interviewer, die ihrerseits in ihren Verlagspublikationen und Vorträgen den Genozid von Srebrenica offen leugnen, stellen die Toten als Gefallene regulärer Kriegshandlungen dar, ohne dass ihnen Handke widerspricht. Das Interview, so Alida Bremer, stelle die Äußerung Handkes vom Juni 2006 in Frage, als er Srebrenica als „das schlimmste Verbrechen gegen die Menschlichkeit, das in Europa nach dem Krieg begangen wurde“ bezeichnet hatte.
Seit 2012 ist Handke ausländisches Mitglied der Serbischen Akademie der Wissenschaften und Künste (SANU), Abteilung für Sprache und Literatur. Am 8. April 2013 wurde Handke in Belgrad von Staatspräsident Tomislav Nikolić die Goldene Verdienstmedaille (Medalja za zasluge) der Republik Serbien verliehen, laut Meldung der staatlichen Nachrichtenagentur Tanjug mit der Begründung, dass wie vormals christliche Märtyrer für den Glauben auch Handke für und wegen Serbien gelitten habe. Handke habe dies mit der Bemerkung korrigiert, er sei kein Opfer gewesen, das Opfer sei das serbische Volk. Anlässlich dieses Besuchs nahm Handke am selben Tag im Stadtparlament von Belgrad den Momo-Kapor-Preis entgegen und wurde am Abend zum Mitglied der Akademie der Wissenschaften und Künste der Republika Srpska gekürt; Laudatoren waren unter anderen Aleksa Buha, Philosoph und Karadžić’ ehemaliger Außenminister, und der serbische Dichter Gojko Đogo.
Im Februar 2015 verlieh das Stadtparlament von Belgrad Peter Handke die Ehrenbürgerschaft. Es gebe „keinen anderen Schriftsteller in der Welt, dem gegenüber Belgrad mehr verpflichtet“ sei, so Bürgermeister Siniša Mali bei der Übergabe der Urkunde im Mai 2015. Laut Begründung des Stadtparlaments habe Handke – „ungeachtet dessen, wer an der Macht war“ – Serbien „jahrzehntelang unterstützt“. Handke habe „viel dafür getan, damit in den Zeiten des Zerfalls des früheren Jugoslawien auch die andere Seite der Wahrheit an die Öffentlichkeit gekommen“ sei, so der Vertreter des Stadtparlaments weiter.
In einer vom Suhrkamp Verlag 2019 übermittelten Stellungnahme bezeichnete Handke das Ketzerbriefe-Interview von 2011 als nicht von ihm autorisiert; er habe es seinerzeit auch nicht gegengelesen: „Es entspricht nicht dem von mir Gemeinten. Ich kann mir auch nicht vorstellen, diese Sätze in dieser Form so gesagt zu haben. Für mich gilt das, was ich schriftlich festhalte. (...). 2006 habe ich geschrieben: Es handelt sich bei Srebrenica um das schlimmste Verbrechen gegen die Menschlichkeit, das in Europa nach dem Krieg begangen wurde. Ich möchte hinzufügen: selbstverständlich ist durch den Genozid unendliches Leid entstanden, welches ich nie bestritten habe. Ein Leid dass [sic!] durch nichts auszulöschen ist. Ich bedaure meine Äußerungen, sollten sie etwas anderes vermittelt haben.“ Die Schwedische Akademie hat nach eigenen Angaben vor ihrer Nobelpreisentscheidung für Handke von dem Interview nichts gewusst und werde es nun „prüfen“.
Im November 2019 wurde bekannt, dass Handke laut einer bereits 2013 über die Bilddatenbank Handkeonline der Österreichischen Nationalbibliothek veröffentlichten Fotografie einen jugoslawischen Reisepass besaß, der ihm am 15. Juni 1999 in der jugoslawischen Botschaft in Wien ausgestellt worden war und dessen Gültigkeit 2009 ablief. Die Nationalität Handkes wird in diesem Pass mit „jugoslawisch“ angegeben. Das Dokument ist Teil der Handke-Sammlung von Hans Widrich, die als Dauerleihgabe an das Literaturarchiv der Österreichischen Nationalbibliothek gekommen war.
Bei den Salzburger Festspielen 2020 wurden Handkes Märtyrer-Szenen Zdeněk Adamec uraufgeführt, die er über einen Tschechen dieses Namens geschrieben hat, der sich 2003 in Prag im Alter von 18 bis 19 Jahren selbst verbrannt hatte.